# Oreodera omissa
Oreodera omissa är en skalbaggsart som beskrevs av Julius Melzer 1932. Oreodera omissa ingår i släktet Oreodera och familjen långhorningar. Inga underarter finns listade i Catalogue of Life.